# Antonija Sandrić
Antonija Mišura-Sandrić (Šibenik, Hrvatska, 19. svibnja 1988.) je hrvatska profesionalna košarkašica, članica hrvatske košarkaške reprezentacije i španjolskog kluba Gernika Saski. Igra na poziciji organizatorice igre.

## Karijera
Antonija je profesionalnu karijeru započela 2005. godine u ŽKK Vidici Dalmostan, od 2007. prelazi u ŽKK Jolly Šibenik za koji i sada igra.
Na Mediteranskim igrama u Pescari 2009. izabrana je za naljepšu športašicu Mediteranskih igara.
Članica je hrvatske reprezentacije na Olimpijskim igrama u Londonu 2012. Američki portal Bleacher Report izabrao ju je za najljepšu športašicu Olimpijskih igara.
Kolovoza 2015. udala se za šibenskog košarkaša Marka Sandrića i od udaje se natječe pod prezimenom Sandrić.

## Vanjske poveznice
- Antonija Mišura - FIBA Europe, Eurobasket 2011.
- Antonija Mišura - FIBA Europe, Eurobasket 2015.
- Antonija Mišura - EuroBasket
- Antonija Mišura - BG Basket